# HMS Hussar (1763)
HMS Hussar (1763) — 28-пушечный фрегат 6 ранга Королевского флота. Второй британский корабль, названный Hussar.

## Постройка
Строился для восполнения потерь Семилетней войны. Проект Mermaid был выполнен Слейдом в 1760-е годы, как уменьшенное повторение трофейного французского L’Abenakise, так называемой demi-batterie, взятой в 1757 году. Контракт на Hussar был согласован с верфью Инвуда 10 марта 1762 года, и предусматривал постройку за 13 месяцев.
Заказан 30 января 1762 года. Заложен 1 апреля 1762 года. Название присвоено 30 апреля 1763 года. Спущен на воду 26 августа 1763 года на частной верфи Thomas Inwood в Ротерхайт. Достроен 7 ноября 1763 года на королевской верфи в Дептфорде.

## Служба
1763 — вступил в строй в августе, капитан Джеймс Смит (англ. James Smith), командовал до 1766 года; назначен в крейсерство у Кейп-Клир.
1767 — капитан Хайд Паркер, по-прежнему у Кейп-Клир.
1768 — июнь-июль, оснащение в  Плимуте; 10 сентября ушёл в Северную Америку.
1770 — ноябрь(?), капитан Томас Бишоп (англ. Thomas Bishop).
1771 — январь(?), капитан Генри Белью (англ. Henry Bellew); март, выведен в резерв и рассчитан; 9 мая обследован.

### Война за независимость США
1774 — декабрь, большой ремонт, обшивка медью и оснащение в Вулвиче по август 1777 года.
Участвовал в Американской революционной войне.
1777 — возвращен в строй в июле, капитан Эллиот Солтер (англ. Elliott Salter).
1778-1779 — у португальских берегов.
1779 — март, капитан Чарльз Пол; взял французские 12-пушечные корсары Jeune Leon и Renard; ушёл в Северную Америку; 19 ноября взял испанский корабль Nuestra Señora del Buen Consejo, бывший 64-пушечный, вооруженный en flûte.
По другим данным, командовал капитан Солтер. 26 ноября, совместно с HMS Chatham (капитан Уильям Адамс англ. William Adams), конвоируя торговые суда из Лиссабона, они встретили крупный испанский корабль, который капитан Солтер догнал на следующее утро и после ¾ часа боя принудил сдаться. Оказалось, что это Nuestra Señora del Buen Consejo, чьи порты прорезаны для 64 пушек, но имевший только 26 × 12-фунтовых пушек и 170 человек, назначением из Лимы в Кадис. Хотя он уже выгрузил бо́льшую часть ценностей в Файяле, но все еще представлял собой богатый приз. Испанцы потеряли 27 человек убитыми и 8 ранеными; потери Hussar были 4 убитых и 10 раненых.

## Гибель
24 ноября 1779 года (по другим данным, 24 ноября 1780 года) Hussar сел на камни и затонул при попытке пройти проливом Хелл-Гейт между островом Лонг-Айленд и материком.
Когда в октябре вице-адмирал Родни увел 20 кораблей на юг (в Вест-Индию), было решено для безопасности переправить казну британской армии в Гардинерс-бей, на восточной оконечности Лонг-Айленда. 23 ноября капитан Пол, вопреки совету лоцмана, решил пройти из Ист-Ривер в Лонг-Айленд Саунд через Хелл-Гейт. Почти выйдя в Лонг-Айленд Саунд, он был снесен течением на скалу Пот-рок, и затонул на глубине 16 фатом. Британское правительство отрицало наличие на борту золота, но материальный ущерб неофициально оценивался от 2 до 4 миллионов фунтов. Частные попытки найти останки корабля продолжались даже после того, как Хелл-Гейт был расчищен и углублен путём взрывных работ.